# 岳眼蝶屬
岳眼蝶屬（學名：Orinoma）是眼蝶亞科眼蝶族帕眼蝶亞族中的一個屬。物種分佈於中國、緬甸和喜馬拉雅山。

## 物種
- 岳眼蝶 Orinoma damaris
- 白紋岳眼蝶 Orinoma alba